# Книга-игра
Книгата-игра (още Книга игра, Книжка игра и т.н.) е интерактивно литературно произведение, което е структурирано по начин, позволяващ на читателя да взима решения, които впоследствие оказват влияние върху развитието на фабулата, т.е. развитието на фабулата не е линейно. Игралният елемент може да варира от най-семпло избиране и следване на препратките към други епизоди (параграфи), така до сложни системи за игра, битки, избор на умения, екипировка и т.н. Често срещана е нуждата от „дневник на приключението“, в който читателят да води записки, както и от зарове, чрез използването на които се добавя допълнителен елемент на шанс.

## Същност
Книгите-игри имат разнообразни сюжети, но  много често са фентъзи, фантастика, приключенска или спортна тематика, с хумористични или исторически елементи и т.н. Различават се от ролевите игри основно по това, че в голямата си част са предвидени за самостоятелна игра от читателя. Въпреки това съществуват междинни жанрове, като например „Стратегическа книга-игра“, която взима елементи както от ролевите, така и от бордовите (настолните) игри. Книгите-игри се определят като литературна форма, изключително подходяща за деца, тъй като успяват да спечелят вниманието им със своята интерактивност, като същевременно развиват логическото им мислене и помагат за по-плавен преход от романите за деца към художествената литература.
Произходът на съвременните книги-игри може да се проследи до 70-те години на XX век във Великобритания и САЩ, след това те си проправят път в Западна Европа, а след 1989 година и в Източна Европа. Те изживяват своя апогей там през 80-те години и постепенно залязват през 90-те, макар да продължават да се издават такива и през XXI век. Сред по-популярните такива поредици са „Пътят на тигъра“, „Кървав меч“, „Битки безброй“, „Легендарни земи“, „Избери своето приключение“, „Самотния вълк“, „Безброй приключения“ и други. Техни автори са писатели като Марк Смит, Джейми Томсън, Иън Ливингстън, Стив Джаксън, Дейв Морис, Оливър Джонсън, Джо Дивър, Ричард Брайтфийлд, Р. А. Монтгомъри, Роуз Естес и други.

## Поява в България
В България жанрът се заражда в края на 1991 - началото на 1992 година, когато от печат излиза първата българска книга-игра „Огнена пустиня“ на Любомир Николов – Нарви, издадена от „Еквус Арт“. Жанрът изживява своя апогей в средата на 90-те години на XX век, като през това десетилетие излизат на пазар малко по-малко от 300 заглавия от български и чужди автори от около 20 издателства и няколко самиздата. От изключително значение за българските издания се оказват кориците и илюстрациите в книгите-игри, които в голяма част са дело на художници от комикс-списания като „Дъга“ и други. Сред тях личат имената на Димитър Стоянов - Димо, Петър Станимиров, Ивайло Иванчев, Евгени Йорданов и редица други.
Популярността им рязко спада до окончателното им изчезване през 2001 година. В следващите години излизат спорадични издания книги-игри, докато през 2011 година не е публикувана „Котаракът и Черният Нарцис“ с автор Ал Торо. Старите фенове на жанра приемат, че това събитие бележи едно ново начало за книгите-игри, което стимулира нова генерация автори да започнат да пишат и издават свои произведения в жанра книга-игра. Така, условно книгите-игри се разделят на два периода: „Стара вълна“ (1992 - 2006) и „Нова вълна“ (2011 - насетне).

## Стара вълна (1992 - 2006)
След „Огнена пустиня“ Любомир Николов - Нарви започва да публикува книги-игри под псевдонима Колин Уолъмбъри в „Плеяда“, така в кратко време излизат книги като „Замъкът на таласъмите“ (по която БНТ прави детско предаване) и „Лабиринтът на времето“, последвани от шест преводни заглавия от поредицата „Избери своето приключение“, които обаче не са приети много добре от публиката. Следва „Тайната на светещия мъх“, дело пак на Николов, а след това до средата на десетилетието в издателството започват да публикуват други български автори с псевдоними като Сим Николов, Джордж М. Джордж, Робърт Блонд и Ейдриън Уейн, Майкъл Майндкрайм и други.
Издателства като „Еквус арт“ пренасочват вниманието си изключително към преводна литература. Издават книги-игри поредици като изключително успешните „Кървав меч“ и „Пътят на тигъра“, както и други по-малко известни творби. Издателство „Селекта“ започва поредицата си „Битки безброй“ (преводи на поредицата „Fighting Fantasy“), „Хермес“ публикуват „Магьосничества!“ от същите автори, след което се насочват към български автори, за да се върнат по-късно към преводните материали от поредици като „Самотния вълк“. ИК „Сова“ започват поредицата си „Ново поколение книги-игри“, „Аполо Прес“ издават книги-игри от „Безброй приключения“ и така нататък.
Междувременно Петър Станимиров се отцепва от „Плеяда“ на Димитър Стоянов - Димо и създава собствено издателство, предимно за книги-игри, „МЕГА“. Тенденцията на растеж на издателства, книги и тиражи се запазва до към 1996 година, когато икономическата криза в България и настъпилата хиперинфлация през 1997 година почти зануляват книгопечатането, а тиражите рязко падат. Въпреки това се появяват още нови и стойностни български автори като Върджил Дриймънд, Тед Грей и други.
През 1994 година са публикувани пет броя на периодичното списание „Мегаигри“ на „Плеяда“, а през 1995 година започва да излиза списание „Мегаигра“ на „МЕГА“, чийто последен 14-и брой е публикуван през 1998 година. В тях издателите се опитват да комбинират разкази-игри със статии, конкурси и въобще опитват да консолидират обществото на играещите книги-игри. Успоредно с това се появяват Стратегическите книги-игри, опит за наподобяване на бордови (настолни) игри, с движение по карта и по-сложни изчисления, от които излизат 25 заглавия предимно от авторите Джордж М. Джордж и Върджил Дриймънд, както и „Подземен бяг“ на Любомир Николов - Нарви.
Редица фактори обуславят залеза на книгите-игри в България: навлизането на видео и компютърните игри, спада на качеството на голяма част от издаваните книги и пренасищането на пазара с други подобни книги са само част от тях. В годините след 1998 година се публикуват едва по няколко заглавия на година до пълният им крах през 2001 година. В следващите години излизат няколко заглавия, междинни за периода между „Старата“ и „Новата“ вълна, но без да постигнат особен успех.

## Нова вълна (2011 - насетне)
През март 2011 година излиза дебютната книга-игра на Ал Торо „Котаракът и Черният Нарцис“. Впоследствие са издадени две книги-игри от ветерана Ейдриън Уейн - „Асасините на Персия 1 - Спящият убиец“ и „Патрул за Ада: 2 в 1“ (преработено и допълнено издание на по-старо произведение от тандема Блонд & Уейн). Забелязва се значителен подем и усилващ се интерес към жанра, както и сериозна активност целяща възраждането му. Основна заслуга имат феновете и бивши читатели/играчи на книгите-игри от 90-те години на XX век, които правят свои дебюти в интерактивния жанр. В кратко време се създава общност, групирана във форум за книги-игри, а само година по-късно през декември 2012 година излиза първия по рода си сборник с книги-игри „Призвание герой № 1“. 
Сборникът продължава да излиза веднъж годишно в следващите години до брой 10 и един юбилеен „Неразказани легенди“, появяват се и други стойностни произведения като „Калоян и златният печат“, която отприщва поредица от книги-игри на средновековна българска тематика като „Асверг. Из хрониките за кан Крум“, „Тервел. Роденият да побеждава“ и други. Появяват се още приказката-игра „Голямото приключение на Малкото таласъмче“, спечелила наградата на („Булгакон 2013“, и други. Основава се специализирано издателство за книги-игри Сдружение „КНИГИ-ИГРИ“, което започва да връчва наградата „Златна никса“ на най-добрата книга-игра, излязла през предходната година, според мнението на множество свободно гласуващи в анкета. По-късно се появява наградата „Пъстра Никса“, връчвана за илюстратори на корици и вътрешни изображения.
В средата на десетилетието се превеждат и нови западни издания (английски, испански, френски и германски), както и руски такива: поредицата „Хиперкосмос“ на Рей Гард, „Парадокси“ на Анаел Кей, „Нощна смяна“ и „Сенки във Фечис пойнт“ на Виктория Хенкокс, „Тайната на алрисите“ от Емануел Керо, поредицата „SLANG“ на Хосе Л. Л. Моралес, „Пътят на Пъдпъдъка“ на Зимон Вийзе и други. Кратки разкази-игри се публикуват и в Списанието за книги-игри.
Случва се и друго ново издание като ежегодно излизащото „Списание за книги-игри“, по-късно преименувано на „Агамор“. По-големи издателства като „Гея-Либрис“, „Сиела“, „Българска история“, „Асеневци“ и други започват да публикуват също книги-игри периодично, но не липсват и множество по-малки издателства и самиздати, които да поддържат свои поредици. Издатели като „Гени-Джи“ подновяват издаването на книги от поредицата „Битки безброй“, като сред тях се отличават книги като „Кристал от бури“ на Риана Пратчет (дъщеря на Тери Пратчет). Постепенно някои от авторите от „Старата вълна“ се завръщат и започват да публикуват нови произведения, докато други биват преиздавани със старите си творби (например в проектите „Задругата на Нарви“ и „Мелонският завет“). Отделно от това дигиталните технологии позволяват редица книги-игри да се играят през четци, телефони, таблети и други устройства, или пък директно да се адаптират в компютърни игри.
През 2024 година излизат рекорден брой книги-игри за „Новата вълна“ - 19 нови книги и още девет преиздания. Сред тях са стратегическата книга-игра „Драконовият път: Долината на орките“ на Ваян Дечков с участието на Джордж М. Джордж, „Вечният войн“ на на Робърт Блонд, няколко преводни книги-игри и други.